# Pinza forestale
Le pinze forestali (o benne forestali) sono attrezzature meccaniche utilizzate principalmente nel settore forestale per la movimentazione, il carico e lo scarico di tronchi e materiale legnoso. Sono comunemente montate su gru forestali, trattori agricoli forestali, escavatori o skidder, e svolgono un ruolo fondamentale nelle operazioni di esbosco e gestione del legname. Le pinze forestali vanno distinte dalle benne da escavatore, sebbene alcune benne polifunzionali possano condividere alcune caratteristiche.

## Descrizione
Le pinze forestali sono composte da una struttura in acciaio ad alta resistenza e da due o più bracci articolati, generalmente azionati idraulicamente, che si aprono e si chiudono per afferrare il materiale. Alcuni modelli includono una rotazione continua (generalmente a 360°) tramite un rotatore idraulico, che consente una maggiore precisione e versatilità nella movimentazione dei tronchi.
Le principali caratteristiche tecniche includono:
- Capacità di carico: espressa in kg o tonnellate.
- Apertura massima: distanza massima tra le punte delle ganasce.
- Forza di chiusura: misurata in kilonewton (kN).
- Peso della pinza: variabile in base al modello e all'uso previsto.

## Tipologie
Esistono diverse tipologie di pinze forestali, differenziate in base all'uso:
- Pinze per tronchi: progettate per afferrare uno o più tronchi contemporaneamente.
- Pinze per ramaglie: dotate di ganasce più chiuse e spesso dentate, adatte a materiale più piccolo e irregolare.
- Pinze combinate: possono gestire sia tronchi che ramaglie.
- Pinze con sega integrata (combi): permettono il taglio e la movimentazione in un’unica operazione.

## Utilizzo
Le pinze forestali sono impiegate in:
- Esbosco: il trasporto del legname dal punto di abbattimento fino alla strada o al deposito temporaneo.
- Carico e scarico: operazioni di movimentazione del legname su mezzi di trasporto.
- Lavori in segheria: movimentazione interna dei tronchi nelle fasi di lavorazione iniziali.

## Normative e sicurezza
L’uso delle pinze forestali è soggetto a normative di sicurezza sul lavoro, specialmente nell’ambito dell’uso di macchine operatrici forestali. È obbligatorio che l’operatore sia adeguatamente formato e che l’attrezzatura sia omologata secondo gli standard europei (es. EN 12525, EN ISO 12100).

## Produttori
Tra i principali produttori di pinze forestali a livello internazionale si possono citare:
- Rotobec (Canada)
- Hultdins (Svezia)
- Intermercato (Svezia)
- Kesla (Finlandia)
- Viteconica, Bini, Idrobenne (Italia)